# St. Michael (Horbach)

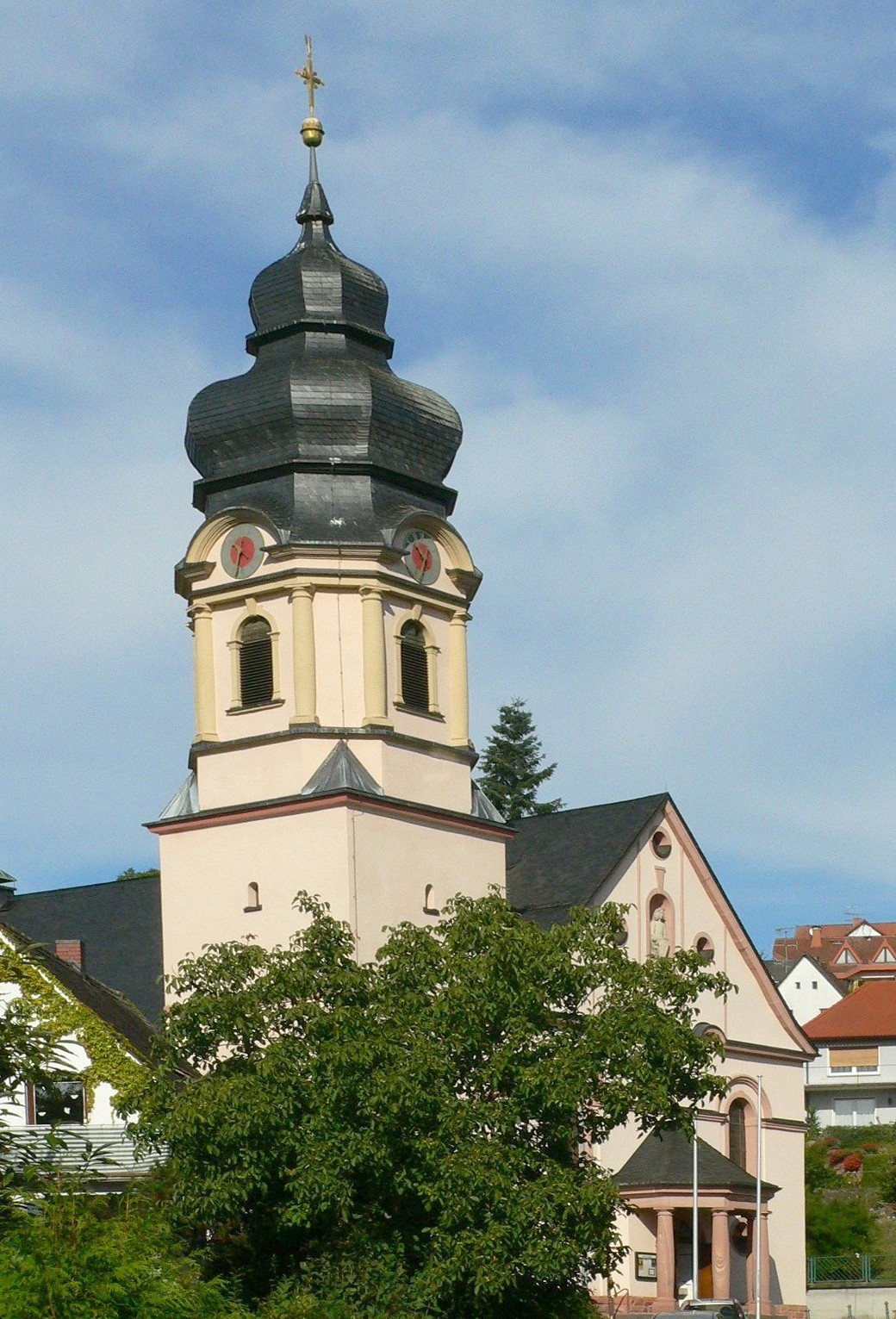
St. Michael (Horbach)

Die römisch-katholische, denkmalgeschützte Kirche St. Michael steht in Horbach, einem Ortsteil der Gemeinde Freigericht im Main-Kinzig-Kreis in Hessen. Die Gemeinde gehört zum Pastoralverbund St. Peter und Paul Freigericht-Hasselroth im Dekanat Kinzigtal des Bistums Fulda.

## Beschreibung
Die neobarocke Saalkirche wurde am 26. September 1926 durch Joseph Damian Schmitt feierlich konsekriert. Der Kirchturm mit seiner zweistufigen Haube steht im Osten seitlich nach Süden am Kirchenschiff, an dessen Giebel ein Portikus angefügt ist. Der eingezogene Chor im Westen hat einen dreiseitigen Schluss. Der Innenraum ist mit einem Kreuzgratgewölbe überspannt. Die Kirchenausstattung ist bis auf das Altarretabel aus dem 17. Jahrhundert, das die Himmelfahrt Marias zeigt, und die Pietà im Vestibül des Turms einheitlich neobarock. Die Kirchengemeinde erwarb 2006 die von Albert Keates 1909 gebaute Orgel mit 26 Registern, 2 Manualen und Pedal. Sie wurde 2007 von der Förster & Nicolaus Orgelbau restauriert.